# Houlbec-près-le-Gros-Theil
Houlbec-près-le-Gros-Theil ist eine Ortschaft und eine Commune déléguée in der französischen Gemeinde Les Monts du Roumois mit 90 Einwohnern (Stand: 1. Januar 2022) im Département Eure in der Region Normandie. Die Einwohner werden Houlbécais genannt.

## Geographie
Houlbec-près-le-Gros-Theil liegt etwa 30 Kilometer südwestlich von Rouen. 

## Geschichte
Die Gemeinde Houlbec-près-le-Gros-Theil wurde am 1. Januar 2017 mit Bosguérard-de-Marcouville und Berville-en-Roumois zur neuen Gemeinde Les Monts du Roumois zusammengeschlossen. Sie gehörte zum Arrondissement Bernay und zum Kanton Bourgtheroulde-Infreville.

## Bevölkerungsentwicklung
| Jahr                      | 1793 | 1866 | 1901 | 1921 | 1946 | 1962 | 1968 | 1975 | 1982 | 1990 | 1999 | 2006 | 2013 |
| Einwohner                 | 380  | 233  | 90   | 68   | 57   | 57   | 61   | 57   | 57   | 79   | 82   | 107  | 109  |
| Quelle: Cassini und INSEE |      |      |      |      |      |      |      |      |      |      |      |      |      |

## Sehenswürdigkeiten

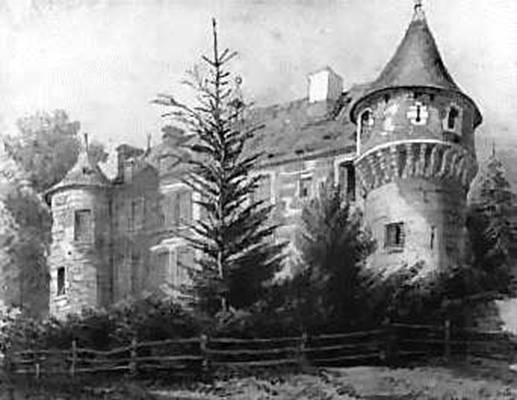
Schloss Le Houlbec

- Kirche Notre-Dame
- Schloss Le Houlbec